# Dysithamnus xanthopterus
El batarito dorsirrufo (Dysithamnus xanthopterus), también denominado choquita de lomo rufo, es una especie de ave paseriforme de la familia Thamnophilidae perteneciente al género Dysithamnus. Es endémica del sureste y sur de Brasil. 

## Distribución y hábitat
Se distribuye por las montañas costeras de Brasil, desde Río de Janeiro hacia el sur hasta Paraná. Registro reciente en Santa Catarina.
Esta especie es considerada poco común en el estrato medio y en el subdosel de bosques montanos húmedos tropicales o  subtropicales, de la Mata Atlántica, entre los 800 y los 1700 m de altitud.

## Sistemática

### Descripción original
La especie D. xanthopterus fue descrita por primera vez por el naturalista alemán naturalizado argentino Carlos Germán Burmeister en 1856 bajo el nombre científico Dasithamnus (sic) xanthopterus; localidad tipo «Nova Friburgo, Río de Janeiro, Brasil».

### Etimología
El nombre genérico «Dysithamnus» proviene del griego «duō»: zambullir y «thamnos»: arbusto; enmarañado; significando «que zambulle en los arbustos»; y el nombre de la especie «xanthopterus», proviene del griego «xanthos»: amarillo y  «pteros»: de alas; significando «de alas amarillas».

### Taxonomía
Es monotípica. La presente especie y Dysithamnus striaticeps, D. mentalis, D. stictothorax y D. puncticeps parecen formar un grupo monofilético con el cual otras especies del género es probable que estén próximamente relacionadas.